# El apóstol de la lujuria
El apóstol de la lujuria es un álbum del grupo Ilegales, liderado por Jorge Ilegal, perteneciente a la compañía discográfica Avispa editado en el año 1998 compuesto por 12 canciones.

## Lista de canciones
| N.º | Título                               | Duración |  |
| 1.  | «He Regresado»                       |          |  |
| 2.  | «Saber Vivir»                        |          |  |
| 3.  | «¡Cuanta Belleza!»                   |          |  |
| 4.  | «Un Cuchillo Que Se Llama Educación» |          |  |
| 5.  | «Jesusito de Mi Vida»                |          |  |
| 6.  | «Todos Somos Traidores»              |          |  |
| 7.  | «He Decidido Comportarme»            |          |  |
| 8.  | «Caperucita Roja»                    |          |  |
| 9.  | «El Lobo Malo Del Bosque»            |          |  |
| 10. | «El Ángel»                           |          |  |
| 11. | «Perjudicial»                        |          |  |
| 12. | «El Apóstol De La Lujuria»           |          |  |